# Peter Lešnik
Peter Lešnik, slovenski politik, * 15. april 1944.
Kot poslanec SNS je bil član 2. državnega zbora Republike Slovenije.
= fotograf, član Mariborskega kroga =? 